# المحول المولد مسبق التدريب 4 أومني
المُحول المُولِّد مسبق التدريب 4 أومني، أو جي بي تي–4 أو (بالإنجليزية: GPT-4o)، وهو عبارة عن محول توليدي متعدد اللغات ومتعدد الوسائط مُدرب مسبقًا، ومصمم بواسطة أوبن أيه آي. اعلن عنه من قبل CTO Mira Murati في أوبن أيه آي خلال عرض توضيحي نشر مباشرة في يوم 13 مايو 2024، وصدر في نفس اليوم.إن تطبيق GPT-4o مجاني، ولكن مع حدود استخدام أعلى بخمس مرات لمشتركي ChatGPT Plus. مع واجهة برمجة التطبيقات (API) الخاصة بهِ أسرع بمرتين، وبنصف سعر الاصدار السابق لتطبيق GPT-4 Turbo.
كان إطلاق GPT-4o في الأصل على LMSYS، في ثلاثة نماذج مختلفة. هذه النماذج الثلاثة كانت تسمى gpt2-chatbot، وim-a-good-gpt2-chatbot، وim-also-a-good-gpt2-chatbot. في 7 مايو 2024، كشف سام ألتمان أن شركة أوبن أيه آي كانت مسؤولة عن هذه النماذج الجديدة الغامضة.
يحقق تطبيق GPT-4o أفضل النتائج وفق معايير الصوت والرؤية واللغات المختلفة، مما يضع أرقامًا قياسية جديدة في التعرف على الكلام الصوتي وترجمته. حصل تطبيق GPT-4o على ترتيب 88.7 في مقياس فهم اللغة متعدد المهام الضخم (MMLU) مقارنة بـ 86.5 في GPT-4. أما بالنسبة للصوت إلى الصوت، على عكس GPT-3.5 وGPT-4 اللذين يحولان الصوت إلى نص، ويعطي النص للنموذج ثم يحول النص مرة أخرى إلى صوت باستخدام نموذج آخر، يتفوق هذا التطبيق بواسطة دعم تحويل الصوت إلى صوت مع الاستجابة شبه الفورية والسلسة لغويا.
يدعم النموذج أكثر من 50 لغة، ويغطي أكثر من 97% من المتحدثين. أظهرت ميرا موراتي قدرة النموذج على التعامل مع تعدد اللغات من خلال التحدث باللغة الإيطالية إلى النموذج وترجمته بين الإنجليزية والإيطالية خلال الحدث التجريبي المباشر لـ أوبن أيه آي في 13 مايو 2024. بالإضافة إلى ذلك، يستخدم البرنامج رمزا مميزا جديدا يتضمن عددًا أقل من الرموز المميزة للغات معينة، وخاصة اللغات التي لا تعتمد على الأبجدية اللاتينية، مما يجعلها أرخص بالنسبة لتلك اللغات.
ويعتبر حاليًا النموذج الرائد في معايير Elo Arena لمنظمة الأنظمة النموذجية الكبيرة (LMSYS) من قبل جامعة كاليفورنيا، بركلي.

## الأداء والمزايا

### الأداء الصوتي والوسائطي
يتميّز GPT-4o بقدرته على إجراء تفاعلات صوتية من صوت إلى صوت مباشرة، دون الحاجة لتحويل الصوت إلى نصّ كمرحلة وسيطة، كما كان الحال في GPT-3.5 وGPT-4.
هذه القدرة الفريدة تتيح له استجابة سريعة وشبه فورية، ما يجعله متفوّقًا في التطبيقات الصوتية والتفاعلية.

### التعدد اللغوي
يدعم النموذج أكثر من 50 لغة، ويغطي بذلك أكثر من 97% من المتحدثين عالميًا.
خلال العرض التوضيحي، تحدثت ميرا موراتي إلى النموذج باللغة الإيطالية، وتم عرض قدرته على الترجمة الفورية بين الإنجليزية والإيطالية بسلاسة.

## تحسينات الأداء
حقق GPT-4o:
- 88.7 نقطة على مقياس فهم اللغة متعدد المهام (MMLU)، متفوقًا على GPT-4 الذي حصل على 86.5.
- أداءً محسنًا في تحويل الصوت والكلام، مع كفاءة لغوية غير مسبوقة.

## البنية والأساس
طورَ وصمم GPT-4o كنموذج محول توليدي متعدد الوسائط (Multimodal Transformer)، حيث يستطيع معالجة النص والصوت والصور بشكل موحّد من خلال نفس النموذج الأساسي، وليس عبر نماذج فرعية منفصلة.
كما يستخدم GPT-4o رمزًا مميزًا جديدًا (Tokenizer) يسمح بترميز أفضل للغات غير اللاتينية، مما يقلل من عدد الرموز المميزة المطلوبة ويقلل التكلفة التشغيلية.

## نماذج اختبار أولية
قبل الإعلان الرسمي، ظهَرَ GPT-4o تحت أسماء مختلفة ضمن منصة LMSYS Arena، وهي منصة للمقارنة بين النماذج الذكية:
- gpt2-chatbot
- im-a-good-gpt2-chatbot
- im-also-a-good-gpt2-chatbot

وفي 7 مايو 2024، أكد الرئيس التنفيذي لأوبن إيه آي، سام ألتمان، أن هذه النماذج كانت إصدارات تجريبية من GPT-4o.

## التفوق في التقييمات
يحتل GPT-4o حاليًا المركز الأول في تصنيف Elo Arena التابع لمؤسسة LMSYS (الأنظمة النموذجية الكبيرة)، والتي تُدار بالتعاون مع جامعة كاليفورنيا - بيركلي.

## الاستخدام والتوافر
- تطبيق ChatGPT: متاح لجميع المستخدمين.
- ChatGPT Plus: أداء أعلى وحدود استخدام موسّعة.
- API: أسرع بمرتين من GPT-4 Turbo، وبنصف السعر.